# Vampirismo real
Vampirismo, também conhecido como hematofilia ou vampirismo real, é uma parafilia na qual o indivíduo apresenta obsessão de sugar o sangue do seu parceiro sexual, sendo considerado uma forma de sadismo.
Em inglês é conhecido como clinical vampirism, literalmente vampirismo clínico, e Renfield's syndrome, literalmente síndrome de Renfield. O termo Renfield foi usado pela primeira vez, de forma arbitrária, pelo psicólogo americano Richard Noll, numa homenagem ao assistente de Drácula que se alimentava de insectos, Renfield, no romance de Bram Stoker. Este termo tem sido usado na literatura psiquiátrica e ficcional, bem como na televisão, onde foi mencionado num episódio de CSI intitulado "Committed" (5.ª temporada, episódio 21).
As pessoas que sofrem desta condição são principalmente do sexo masculino. O desejo de sangue surge a partir da ideia deste transmitir poderes que melhoram a vida. De acordo com Noll, a condição é iniciada com um acontecimento chave na infância que faz com que a experiência da perda de sangue ou a sua ingestão passe a ser excitante. Após a puberdade, a excitação é vivida como uma estimulação sexual. Em toda a adolescência e idade adulta, o sangue, a sua presença e o seu consumo podem também estimular uma sensação de poder e controlo. Segundo Noll, o vampirismo começa com autovampirismo e, em seguida, avança para o consumo do sangue de outras criaturas.
Esta parafilia não consta do DSM-IV, e a utilidade desta caracterização de diagnóstico permanece em questão. Muito poucos casos desta parafilia têm sido descritos, e os relatórios publicados que existem referem-se ao que tem sido proposto como vampirismo através do uso de categorias oficiais de diagnósticos psiquiátricos como esquizofrenia ou como uma variedade de parafilia. Um certo número de assassinos aparentemente executou rituais vampíricos sobre as suas vítimas. Os assassinos em série Peter Kürten e Richard Chase foram ambos chamados "vampiros" nos jornais após se ter descoberto que bebiam o sangue das vítimas que assassinavam. Da mesma forma, em 1932, um caso de assassinato não resolvido em Estocolmo, Suécia foi apelidado de "assassinato de vampiro", devido às circunstâncias da morte da vítima.
Além das referências ao vampirismo na literatura psiquiátrica e meios de comunicação social, o escritor de terror Chelsea Quinn Yarbro publicou um conto intitulado "Síndrome da Renfield" em julho de 2002, reimpresso numa antologia que apareceu no ano seguinte.

## Outra bibliografia
- Vanden Bergh, R. L., & Kelly, J. F. (1964). Vampirism: A review with new observations. Archives of General Psychiatry, 11, 543-547.
- Prins, H. (1985). Vampirism — A clinical condition. British Journal of Psychiatry, 146, 666-668.
- Yarbro, Chelsea Quinn. Apprehensions and Other Delusions. (Waterville, Maine: Five Star, 2003).